# Chavães
Chavães est une paroisse civile portugaise (en portugais : freguesia) de la municipalité de Tabuaço dans le district de Viseu.

## Démographie
Lors du recensement de 2021, Chavães compte 299 habitants.